# Tuffi dalle grandi altezze ai campionati mondiali di nuoto 2023 - Maschile
La gara dei tuffi dalle grandi altezze maschile dei campionati mondiali di nuoto 2023 è stata disputata il 25 e 27 luglio 2023 presso il Seaside Momochi Beach Park di Fukuoka, in Giappone.  La gara, a cui hanno preso parte 23 atleti provenienti da 15 nazioni, si è svolta in un unico turno diviso in due giornate, in ognuna delle quali l'atleta ha eseguito due tuffi, per un totale di quattro. Il punteggio finale è dato dalla somma di tutti i tuffi.
La competizione è stata vinta dal tuffatore rumeno Constantin Popovici, mentre l'argento e il bronzo sono andati rispettivamente all'altro rumeno Cătălin-Petru Preda e al francese Gary Hunt.

## Programma
| Data           | Ora (UTC+9) | Turno     |
| -------------- | ----------- | --------- |
| 25 luglio 2023 | 14:00       | Tuffi 1-2 |
| 27 luglio 2023 | 12:00       | Tuffo 3   |
| 27 luglio 2023 | 12:55       | Tuffo 4   |

## Risultati
| Pos.    | Atleta               | Nazionalità   | Tuffo 1 | Tuffo 2 | Tuffo 3 | Tuffo 4 | Totale |
| ------- | -------------------- | ------------- | ------- | ------- | ------- | ------- | ------ |
| Oro     | Constantin Popovici  | Romania       | 75,60   | 156,60  | 84,60   | 156,00  | 472,80 |
| Argento | Cătălin-Petru Preda  | Romania       | 67,20   | 140,40  | 100,80  | 130,05  | 438,45 |
| Bronzo  | Gary Hunt            | Francia       | 57,40   | 132,30  | 93,60   | 143,00  | 426.30 |
| 4       | Oleksij Pryhorov     | Ucraina       | 67,20   | 130,05  | 93,60   | 132,30  | 423,15 |
| 5       | Aidan Heslop         | Gran Bretagna | 74,20   | 79,65   | 91,80   | 167,40  | 413,05 |
| 6       | Carlos Gimeno        | Spagna        | 75,60   | 117,60  | 75,60   | 127,20  | 396,00 |
| 7       | James Lichtenstein   | Stati Uniti   | 50,40   | 131,60  | 81,00   | 127,20  | 390,20 |
| 8       | Miguel García Celis  | Colombia      | 71,40   | 117,30  | 82,80   | 102,90  | 374,40 |
| 9       | Matt Cooper          | Stati Uniti   | 58,80   | 124,95  | 77,40   | 102,00  | 363,15 |
| 10      | Sergio Guzmán        | Messico       | 67,20   | 112,50  | 72,00   | 109,65  | 361,35 |
| 11      | Jonathan Paredes     | Messico       | 60,20   | 117,30  | 81,00   | 94,00   | 352,50 |
| 12      | David Colturi        | Stati Uniti   | 72,80   | 98,90   | 57,60   | 119,60  | 348,90 |
| 13      | Davide Baraldi       | Italia        | 51,80   | 98,40   | 66,60   | 104,55  | 321,35 |
| 14      | Matthias Appenzeller | Svizzera      | 60,20   | 102,90  | 64,80   | 87,40   | 315,30 |
| 15      | Andrea Barnaba       | Italia        | 57,40   | 88,15   | 68,40   | 94,30   | 308,25 |
| 16      | Yolotl Martínez      | Messico       | 46,20   | 92,00   | 66,60   | 86,10   | 290,90 |
| 17      | Braden Rumpit        | Nuova Zelanda | 46,20   | 83,60   | 61,20   | 78,20   | 269,20 |
| 18      | Manuel Halbisch      | Germania      | 46,20   | 66,60   | 62,90   | 70,30   | 246,00 |
| 19      | Michael Foisy        | Canada        | 28,00   | 85,80   | 61,20   | 61,50   | 236,50 |
| 20      | Kyohei Arata         | Giappone      | 33,60   | 68,40   | 61,20   | 59,45   | 222,65 |
| 21      | Jean-David Duval     | Svizzera      | 30,80   | 73,80   | 56,10   | 61,50   | 222,20 |
| 22      | Víctor Ortega        | Colombia      | 42,00   | 79,80   | 56,10   | 43,05   | 220,95 |
| 23      | Choi Byung-hwa       | Corea del Sud | 36,40   | 38,00   | 56,10   | 57,00   | 187,50 |